# Ocell del paradís cua de filferro
L'ocell del paradís cua de filferro o de dotze filferros (Seleucidis melanoleucus) és una espècie d'ocell l'únic representant del gènere Seleucidis Lesson, 1835, de la família Paradisaeidae. Pobla les selves de Salawati i Nova Guinea.